# Мягкова, Ольга Карловна
Ольга Карловна Мягкова (девичья фамилия Петерсен) — сестра милосердия, участник Русско-турецкой войны 1877-1878 годов, умерла 3 февраля 1878 года в посёлке Горна-Студена, на территории Болгарии.
Ныне в посёлке, где она погибла — Горна-Студена — стоит посвящённый ей памятник. Он находится во дворе церкви.